# Chorvatská fotbalová reprezentace do 21 let
Chorvatská fotbalová reprezentace do 21 let (chorvatsky Hrvatska nogometna reprezentacija do 21 godine) je chorvatská mládežnická fotbalová reprezentace složená z hráčů do 21 let, která spadá pod Chorvatskou fotbalovou federaci (HNS – Hrvatski nogometni savez). Reprezentuje Chorvatsko v kvalifikačních cyklech na Mistrovství Evropy hráčů do 21 let a v případě postupu i na těchto šampionátech. Má přezdívku Mladi Vatreni. 

Fotbalisté musí být mladší 21. roku na začátku kvalifikace, to znamená, že na evropském šampionátu poté mohou startovat i poněkud starší.
Chorvatská reprezentace do 21 let byla založena po získání nezávislosti země na Jugoslávii a uznána organizací UEFA v roce 1993. Poprvé zasáhla do kvalifikace na Mistrovství Evropy U21 1996.
Ve své historii se zatím dvakrát probojovala na závěrečný turnaj Mistrovství Evropy hráčů do 21 let (2000 a 2004).

## Účast na závěrečném turnaji ME U21
Zdroj:
| Rok    | Kolo                | Umístění            | Záp.                | V                   | R                   | P                   | VG                  | OG                  |
| ------ | ------------------- | ------------------- | ------------------- | ------------------- | ------------------- | ------------------- | ------------------- | ------------------- |
| 1994   | neúčastnila se      | –                   | –                   | –                   | –                   | –                   | –                   | –                   |
| 1996   | nekvalifikovala se  | –                   | –                   | –                   | –                   | –                   | –                   | –                   |
| 1998   | nekvalifikovala se  | –                   | –                   | –                   | –                   | –                   | –                   | –                   |
| 2000   | základní skupina    |                     | 3                   | 0                   | 1                   | 2                   | 4                   | 6                   |
| 2002   | nekvalifikovala se  | –                   | –                   | –                   | –                   | –                   | –                   | –                   |
| 2004   | základní skupina    |                     | 3                   | 0                   | 1                   | 2                   | 3                   | 5                   |
| 2006   | nekvalifikovala se  | –                   | –                   | –                   | –                   | –                   | –                   | –                   |
| 2007   | nekvalifikovala se  | –                   | –                   | –                   | –                   | –                   | –                   | –                   |
| 2009   | nekvalifikovala se  | –                   | –                   | –                   | –                   | –                   | –                   | –                   |
| 2011   | nekvalifikovala se  | –                   | –                   | –                   | –                   | –                   | –                   | –                   |
| 2013   | nekvalifikovala se  | –                   | –                   | –                   | –                   | –                   | –                   | –                   |
| 2015   | nekvalifikovala se  | –                   | –                   | –                   | –                   | –                   | –                   | –                   |
| 2017   | probíhá kvalifikace | probíhá kvalifikace | probíhá kvalifikace | probíhá kvalifikace | probíhá kvalifikace | probíhá kvalifikace | probíhá kvalifikace | probíhá kvalifikace |
| Celkem | 2 účasti z 11       | 2× zákl. skupina    | 6                   | 0                   | 2                   | 4                   | 7                   | 11                  |

Legenda:

Záp: odehrané zápasy, V: výhry, R: remízy, P: prohry, VG: vstřelené góly, OG: obdržené góly, červený rámeček znamená automatickou kvalifikaci (jakožto pořadatel)